# Un monde de femmes
Un monde de femmes (titre original : The Gate to Women's Country) est un roman de science-fiction post-apocalyptique de l'écrivaine américaine Sheri S. Tepper, publié en 1988. Il décrit un monde 300 ans dans le futur après une guerre catastrophique qui a fracturé les États-Unis en plusieurs nations.

## Description
Un monde de femmes est un roman de science-fiction féministe, écoféministe et dystopique publié en 1988 par Sheri S. Tepper. Il se situe dans la lignée des romans constitutifs de la bataille des sexes en science-fiction. Dans une société utopique féminine, les hommes considérés comme violents sont mis de côté, les hommes non violents sont intégrés comme serviteurs. Cette société a pour objectif final la destruction des valeurs, de la violence masculine et de l'homosexualité considérées comme néfastes par l'utilisation de l'eugénisme. De ce point de vue, le roman se déroule dans un univers fondamentaliste religieux et fasciste,,,.

## Résumé
L'histoire se déroule dans un pays dénommé Le pays des femmes. Les femmes ont évolué en direction d'une Ecotopie, revenant à une économie durable basée sur de petites villes et une agriculture locale low-tech. Elles ont également développé un matriarcat où les femmes et les enfants vivent à l'intérieur des murs de la ville avec un petit nombre de serviteurs masculins, et la plupart des hommes vivent à l'extérieur de la ville dans des camps de guerriers.

## Scénario
Un monde de femmes se déroule dans le futur, 300 ans après qu'une guerre nucléaire a détruit la majeure partie de la civilisation humaine. Le livre se concentre sur une nation matriarcale connue sous le nom de Women's Country, et en particulier sur la ville de Marthatown.
Stavia, l'héroïne du roman, est la fille cadette de Morgot, une membre importante du Conseil de Marthatown. Le livre débute avec le personnage de Stavia à l'âge adulte, se rendant à la rencontre de son fils de 15 ans, Dawid. Il a passé les 10 dernières années à vivre à l'extérieur des murs de la ville avec les guerriers, comme il est de coutume pour les garçons de la campagne des femmes, et est maintenant assez vieux pour décider s'il souhaite rester un guerrier ou accepter une vie d'étude et de service parmi les femmes comme un serviteur. Lors de la réunion, Dawid renonce officiellement à sa mère et choisit de devenir un guerrier à part entière. Stavia renonce également à Dawid.
Ensuite, Stavia se souvient quand son jeune frère a été envoyé vivre avec les guerriers. Une grande partie du reste du roman est racontée en flashback, suivant la vie de Stavia de l'enfance à l'âge adulte. Dans le présent de l'histoire, Stavia se prépare pour son rôle d'Iphigénie dans la représentation annuelle d'Iphigénie à Ilium par Marthatown, une refonte de la tragédie grecque Les Troyennes[réf. nécessaire] qui se faufile dans le roman comme un leitmotiv.
Alors qu'elle était encore enfant, Stavia a rencontré Chernon, le fils d'une des amies de sa mère. Bien que Chernon vive dans la garnison avec les autres garçons et hommes, lui et Stavia sont liés d'amitié. Ils se rencontrent au Carnaval deux fois par an, le seul événement au Pays des Femmes où les guerriers et les femmes peuvent se mélanger librement et pendant lequel les garçons qui n'ont pas encore choisi de devenir des guerriers peuvent rendre visite à leurs familles. Stavia accepte finalement de faire passer des livres en contrebande à Chernon pour qu'il les lise, même si cela est interdit aux garçons de la garnison.
Dans les faits, Chernon a reçu l'ordre de son commandant, Michael, d'en savoir plus sur les secrets des femmes qui dirigent le pays des femmes. Après avoir avoué avoir enfreint les règles, Stavia est renvoyée de Marthatown pendant plusieurs années pour suivre une formation de médecin. A son retour, Chernon poursuit à nouveau leur relation. Lorsque Stavia est sélectionnée pour une mission d'exploration dans le sud, Chernon quitte la garnison (sur ordre de Michael) l'y rencontre et la viole.
Alors qu'ils sont loin de Women's Country, Stavia et Chernon sont capturés par une bande de Holylanders, membres d'une communauté en difficulté au sud de Women's Country. Ils pratiquent la polygamie et un patriarcat fondamentaliste chrétien,,. Les Holylanders sont brutalement misogynes, traitant les femmes comme des esclaves de leurs maris, et les enfants (fils et filles) sont soumis à de sévères châtiments corporels. Chernon trahit Stavia après leur capture, période pendant laquelle elle se rend compte qu'elle est enceinte de Chernon. Elle fait une tentative d'évasion, reçoit un coup à la tête et frappée d'incapacité.
À son retour au Pays des femmes, elle apprend les secrets du Conseil du pays des femmes et les choix qu'ils ont faits pour préserver leur mode de vie. Le secret du Pays des femmes est que le conseil s'est engagé dans un programme eugéniste avec la population, utilisant des serviteurs sélectionnés pour propager les traits souhaitables par insémination artificielle parmi des femmes sélectionnées; en outre, la stérilisation sélective a été utilisée chez les femmes. Chernon est également changé par ses expériences et retourne dans sa garnison pour promouvoir les voies des Holylanders comme une alternative à leur structure sociétale actuelle. Sa garnison de Marthatown est bientôt envoyée au combat contre une autre ville du pays des femmes, et aucun survivant ne revient.

## Thèmes majeurs
L'histoire explore de nombreux éléments de l'écoféminisme, qui a été la marque d'une grande partie de l'écriture de Tepper, à la fois dans sa science-fiction féministe et dans ses mystères pseudonymes, tout en constituant un roman dystopique typique de la question de la bataille des sexes en science-fiction.
La question des causes de la violence humaine est également un thème majeur et, dans le roman, la société de Stavia espère qu'elle réussira à éradiquer la violence de l'humanité. Dans le roman, la violence semble être biologiquement déterminée. En ne sélectionnant que des individus non-violents par eugénisme, la société augmente lentement le nombre de ses membres non-violents.
Tepper prend soin de démontrer que ce n'est que la violence irraisonnée, et non la capacité d'apprendre à se battre, à se défendre et à défendre les autres, qui est cultivée. Par exemple, elle montre les serviteurs Joshua et Morgot comme des combattants qualifiés - si habiles qu'ils sont capables de vaincre les hommes qui se sont entraînés comme combattants toute leur vie. Il est donc clair que seuls certains traits de personnalité – la violence, en particulier chez les hommes – sont éliminés. Les femmes subissent également des hystérectomies et des ligatures des trompes à la discrétion des médecins.
Le déterminisme biologique du monde de Tepper contrôle également la sexualité, et le roman construit l'homosexualité comme un trouble génétique et hormonal qui a été retiré de manière eugénique de la population. Il est difficile de savoir si l'autrice approuve ou critique les méthodes eugénistes visant à éradiquer l'homosexualité du Pays des femmes, et le livre a été qualifié de «livre le plus tristement célèbre» de l'autrice. Jane Donawerth, applaudissant la profondeur et la richesse de l'exploration de ce thème par Tepper, décrit l'approche de Tepper comme une « solution terriblement homophobe ». Tepper illustre ainsi un monde s'approchant d'une utopie féministe à travers la vision d'un leadership puissant qui impose un contrôle comportemental rigide à sa société et organise la suppression des traits qu'il considère comme indésirables (principalement la violence) par la stérilisation forcée. Leur monde reste vulnérable aux attaques idéologiques, comme en témoignent les complots des garnisons pour s'emparer des villes des femmes à chaque génération et forcer les femmes à les servir, ainsi que la sensibilité de Chernon à l'idéologie violemment misogyne des Holylanders. Cependant, la décision du Conseil d'interférer avec la reproduction de ses citoyennes, sans leur consentement ni leur connaissance, est présentée comme une grave question éthique - un choix «maudit».